# 灣生回家
《灣生回家》為導演黃銘正於2013年進行田野調查，2014年監製及出資方陳宣儒（筆名田中實加）出版同名書籍《灣生回家》之電影。

## 簡介
1895年清朝甲午戰爭失敗，簽訂《馬關條約》割讓臺灣，開啟了臺灣50多年的日本殖民時期；1945年第二次世界大戰，日本戰敗無條件投降，因為國民政府主政的臺灣局勢穩定，加上日本戰後經濟蕭條，所以那些灣生希望繼續留在臺灣，甚至有的灣生主動放棄日籍，將日本姓名改成漢名。由於主導對日八年抗戰的蔣中正主張中華民國對日本以德報怨，國民政府命令日本政府配合，除必要留用之人外，餘皆歸國。但返回日本後，灣生無法適應日本人族群環境與生活習慣，因此對臺灣有深深的懷念；直到臺日間重新開放交流，許多在臺出生的日本人返回臺灣，卻發現物是人非……

## 電影主題曲
| 曲別   | 歌曲 | 作曲   | 作詞                                | 演唱                                |
| ------ | ---- | ------ | ----------------------------------- | ----------------------------------- |
| 主題曲 | 念鄉 | 鍾興民 | 騰莫言·基鬧、陳宣儒（筆名田中實加） | 騰莫言·基鬧、陳宣儒（筆名田中實加） |

## 獎項
| 年份   | 頒獎典禮             | 獎項                 | 結果 |
| ------ | -------------------- | -------------------- | ---- |
| 2015年 | 第52屆金馬獎         | 最佳紀錄片           | 提名 |
| 2016年 | 第27屆金曲獎         | 演奏類最佳專輯       | 提名 |
| 2016年 | 第27屆金曲獎         | 演奏類最佳專輯製作人 | 提名 |
| 2016年 | 第11屆大阪亞洲電影節 | 觀眾票選             | 獲獎 |

## 爭議

### 監製誠信問題
假冒灣生後代：陳宣儒原本自稱是台日混血、灣生後代，日本名是「田中實加」。后吉村剛史指出其为台湾人。2017年元旦，陳宣儒發表聲明稿承認自己並非「灣生」後代，她是台灣人，其所稱外婆田中櫻代只是高中三年級時在高雄車站巧遇的路人。
2016年12月，陳宣儒發現其原本似乎以資助紀錄片為名「義賣」的畫作，實際上是盜用其他名家的作品，後在其個人臉書上「盜圖」勉為致歉。此外紀錄片導演黃銘正亦指控，出資方陳宣儒並無參與拍攝工作，她只參加過日本高崎的清水奶奶葬禮，書中部分內容是來自影片拍攝後採訪人物的日文翻譯稿，且未經允許就使用了採訪照片。

### 監製反控導演參與度
陳宣儒發簡訊給自由時報，針對導演黃銘正於《灣》片的參與度，提出7點質疑並揚言將訴諸法律。
黃銘正回應：「我昨天挺身而出，只是為了捍衛灣生與電影製作本身的真實性。大家進戲院所看到的電影內容均屬實，未欺騙觀眾。至於陳小姐提出的這幾個問題，我當然可以坦蕩說明，只是此非電影真假的決定因素，不需利用公眾版面來討論。」

## 相關
- 灣生
- 海角七號
- 台灣日治時期日本移民村